# Gérard Cordonnier
Gérard Cordonnier (1907-1977) est un mathématicien français connu pour ses recherches sur le classement des informations et pour ses travaux sur le nombre radiant.

## Biographie[1]
Gérard Cordonnier est né le 19 avril 1907 à Bailleul (Nord). Il décéde brutalement à Lhez (Hautes-Pyrénées), lors d’un accident de la route, le 12 juillet 1977. Ancien élève de l’École polytechnique de 1926 à 1928, licencié es-sciences en 1928, élève de l’École Nationale Supérieure du Génie Maritime de 1928 à 1930, diplômé de l’Institut d’Optique en 1930, il entre au Service de photographie Aérienne du Ministère de l’Air jusqu’en 1936, puis à l’Atelier d’Optique et des Instruments de Navigation à Toulon de 1936 à 1939.
Chef-adjoint du Service de Recherches Physiques du Ministère de l’Air à Paris de 1939 à 1940, il est chargé de la Bibliothèque Centrale des Industries Navales de 1940 à 1945. 
Professeur d’Analyse géométrique et de Théorie du Navire de 1940 à 1950, il est Chef de la Section Technique du Centre de Documentation de la Marine à Paris de 1945 à 1950. Délégué français à la Commission Internationale OECE d’étude des techniques documentaires en 1950, il est détaché au CNRS à Paris en 1952-1953.
Sous-Directeur des Constructions Navales d’Algérie en 1953-1954, il entre au Service Technique des CAN à Paris, où il reste jusqu’en 1958, date à laquelle il est de nouveau détaché au CNRS et devient délégué français à la Commission Internationale de l’OECE pour l’exploitation de la documentation scientifique et technique des pays de l’Est.

## Réalisations
Il a publié une trentaine de communications importantes sur les problèmes relatifs à l’information, à la classification et à la sélection documentaire. Il a mis au point une méthode audio-visuelle remplaçant la traduction par une « in-traduction ». Auteur de travaux originaux en électronique et en mathématiques appliquées, titulaire de plus de vingt brevets d’inventions dans les domaines les plus variés, on lui doit notamment le premier objectif à diaphragmation logarithmique destiné à l’automatisation de la prise de vue, ainsi que la normalisation des microfiches réalisées par le Service photographique du CNRS. Contemplatif et géomètre, il entreprit une œuvre inachevée sur les propriétés du nombre radiant (également appelé nombre plastique).

## Travaux théologiques et dans le domaine duparanormal
Ce savant était profondément croyant. Sa théologie était particulièrement orientée vers l’œcuménisme entre catholicisme et orthodoxie, mais il s’intéressait surtout à la mystique et avait rencontré plusieurs êtres hors du commun, notamment Thérèse Neumann. Il n’avait pas manqué d’être frappé par certaines manifestations charismatiques, de telle sorte que son intérêt pour la métapsychique l’avait plus particulièrement porté vers l’étude des phénomènes ascétiques et mystiques. Il anima nombre de conférences sur le linceul de Turin, sur la tunique d'Argenteuil, ainsi que sur les mystiques qu’il avait rencontrés. Il fut membre de l’Institut métapsychique international.